# Sophia Hayden Bennett
Sophia Hayden Bennett (17 de octubre de 1868, Santiago, Chile - 3 de febrero de 1953, Winthrop, Estados Unidos) fue una arquitecta chilena de ascendencia estadounidense, reconocida por ser la primera mujer egresada del Instituto Tecnológico de Massachusetts.

## Biografía

### Primeros años

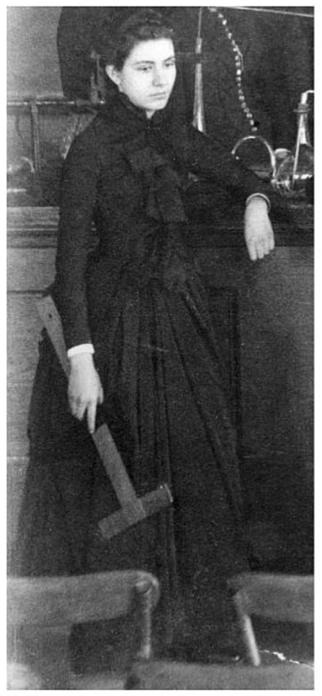
Sophia Hayden Bennett, fotografiada en 1888, en el Instituto Tecnológico de Massachusetts.

Sophia Hayden nació en Santiago de Chile el 17 de octubre de 1868. Su madre era chilena y su padre era un dentista estadounidense de Boston. Sophia Hayden tenía una hermana y dos hermanos. Cuando tenía seis años fue enviada a vivir con sus abuelos paternos, George y Sophia Hayden, a Jamaica Plain, un suburbio de Boston, donde asistió a la Escuela Hillside. En la escuela secundaria se interesó por la arquitectura y después de la graduación, su familia se trasladó a Richmond, Virginia, pero ella regresó a Boston para estudiar en la universidad. en 1886 fue a estudiar al Instituto Tecnológico de Massachusetts (por sus siglas en inglés: MIT) donde se graduó con honores en 1890 de la licenciatura en arquitectura. Allí compartía el taller de dibujo con Lois Howe y unos 90 compañeros varones. Después de graduarse, le fue difícil trabajar como arquitecta rápidamente, por ser mujer, debido al machismo de la época, por lo que aceptó un puesto de trabajo como profesora de dibujo técnico en un colegio de Boston.

### Profesión

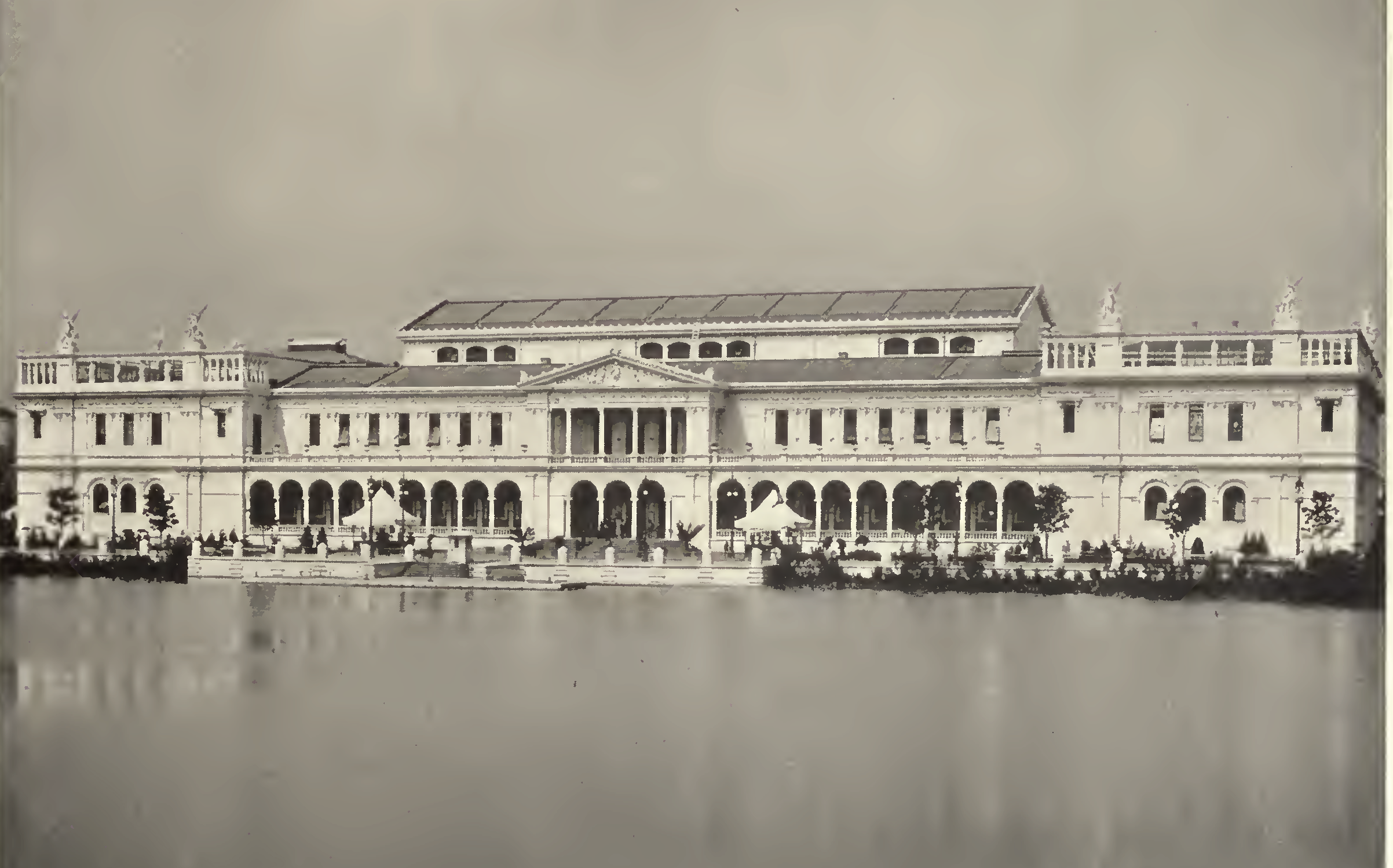
Edificio de la Mujer. Exposición Mundial Colombina de Chicago, 1893.

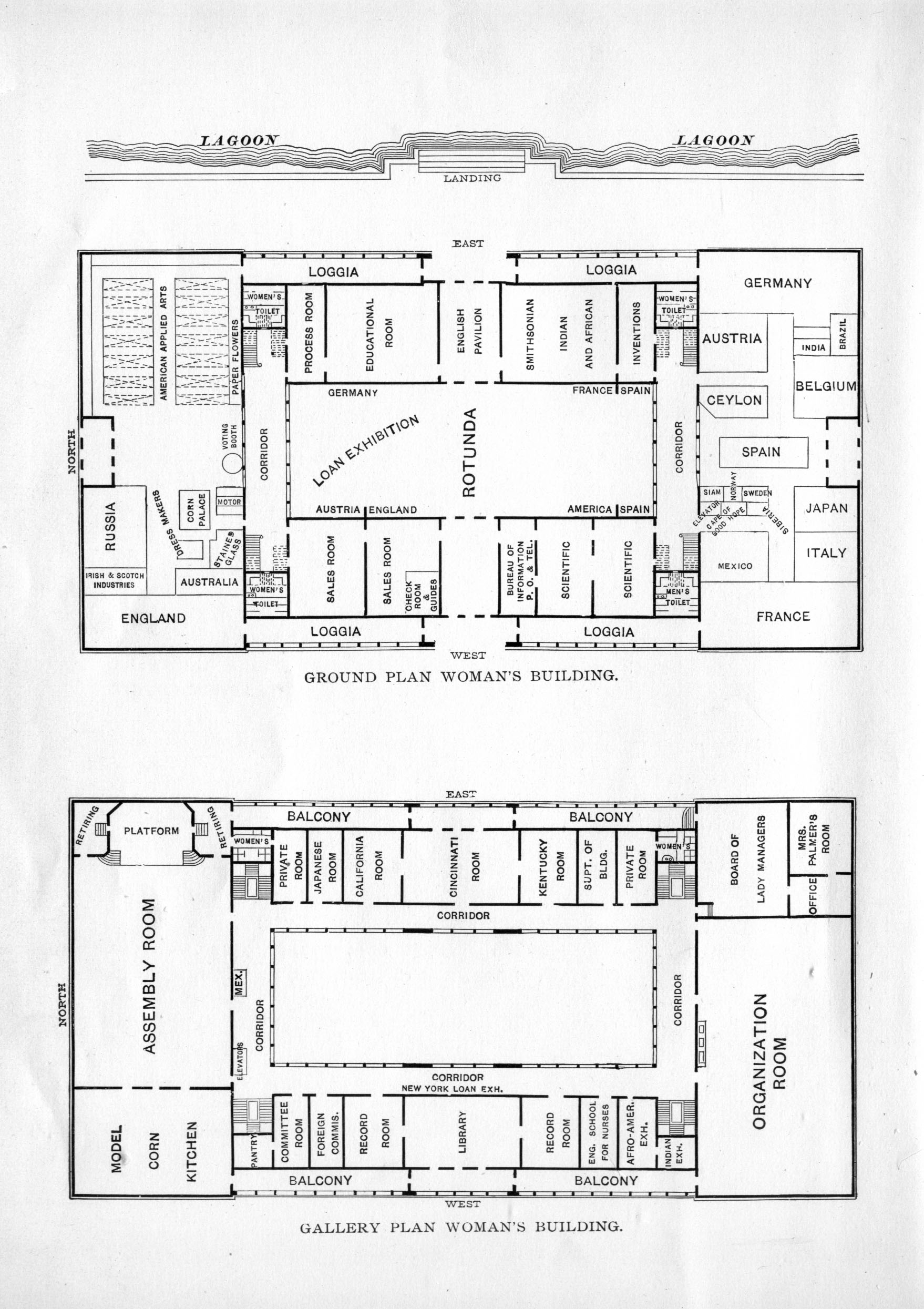
Plano del Edificio de la Mujer.

En 1891 todas las mujeres arquitectas fueron invitadas a participar del concurso de diseños para el Edificio de la Mujer en la Exposición Mundial Colombina (en inglés: World’s Columbian Exposition) de Chicago de 1893,  celebrando el cuarto centenario del descubrimiento del Nuevo Mundo por Cristóbal Colón.
Sophia Hayden ganó la competencia, mientras que Lois Howe obtuvo el segundo puesto. La propuesta vencedora se trataba de un diseño de edificio de tres pisos, blanco en estilo renacentista italiano pero durante la construcción, el proyecto original fue comprometido por los incesantes cambios exigidos por el Comité de construcción. Eventualmente su frustración fue injustamente señalada como una incapacidad de la mujer para supervisar la construcción, aunque muchos arquitectos simpatizaban con su posición y la defendieron. Al final el edificio de Sophia Hayden recibió un premio por “su delicado estilo, gusto artístico, genialidad y elegancia del interior”. Fue el primer edificio de toda la feria en ser finalizado Ella diseñó el edificio cuando tenía sólo 21 años por el que recibió tan solo $1.000, siendo que los arquitectos masculinos ganaron $10.000 para edificios similares. El edificio fue demolido después que la exposición terminó. Ella, frustrada por la forma en que había sido tratada, dejó de ejercer la arquitectura.

### Últimos años
En 1900, Sophia Hayden se casó con un pintor de retratos y, más tarde, diseñador de interiores, William Blackstone Bennett, en Winthrop, Massachusetts. La pareja no tuvo hijos, pero, tenían una hijastra, Jennie "Minnie" May Bennett, que era del matrimonio anterior de William Blackstone Bennett. William murió de neumonía el 11 de abril de 1909.
En 1894, Sophia Hayden diseñó un monumento para los clubes de mujeres en los Estados Unidos. Sin embargo, este nunca se construyó. Ella trabajó como artista varios años y vivía una vida tranquila en Winthrop, Massachusetts. Sophia Hayden, murió en un asilo de ancianos el 3 de febrero de 1953 de neumonía después de sufrir un derrame cerebral.

## Obras o publicaciones
- "Abstract of Thesis: Sophia G. Hayden, 1890." (31 de septiembre de 1890)
- La construcción de la mujer. 1893.